# Гаврилово (Духовщинский район)
Гаврилово — деревня в Духовщинском районе Смоленской области России. Входит в состав Бабинского сельского поселения. Население — 1 житель (2007 год).
Расположена в северной части области в 8 км к югу от Духовщины, в 4 км восточнее автодороги Р136 Смоленск — Нелидово, на берегу реки Берёза. В 13 км юго-восточнее деревни расположена железнодорожная станция Присельская на линии Москва — Минск.

## История
В годы Великой Отечественной войны деревня была оккупирована гитлеровскими войсками в июле 1941 года, освобождена в сентябре 1943 года.